# Grande Florianópolis
Grande Florianópolis è una mesoregione dello Stato di Santa Catarina in Brasile.

## Microregioni
È suddivisa in 3 microregioni:
- Florianópolis
- Tabuleiro
- Tijucas